# Mezinárodní sankce v průběhu ukrajinské krize

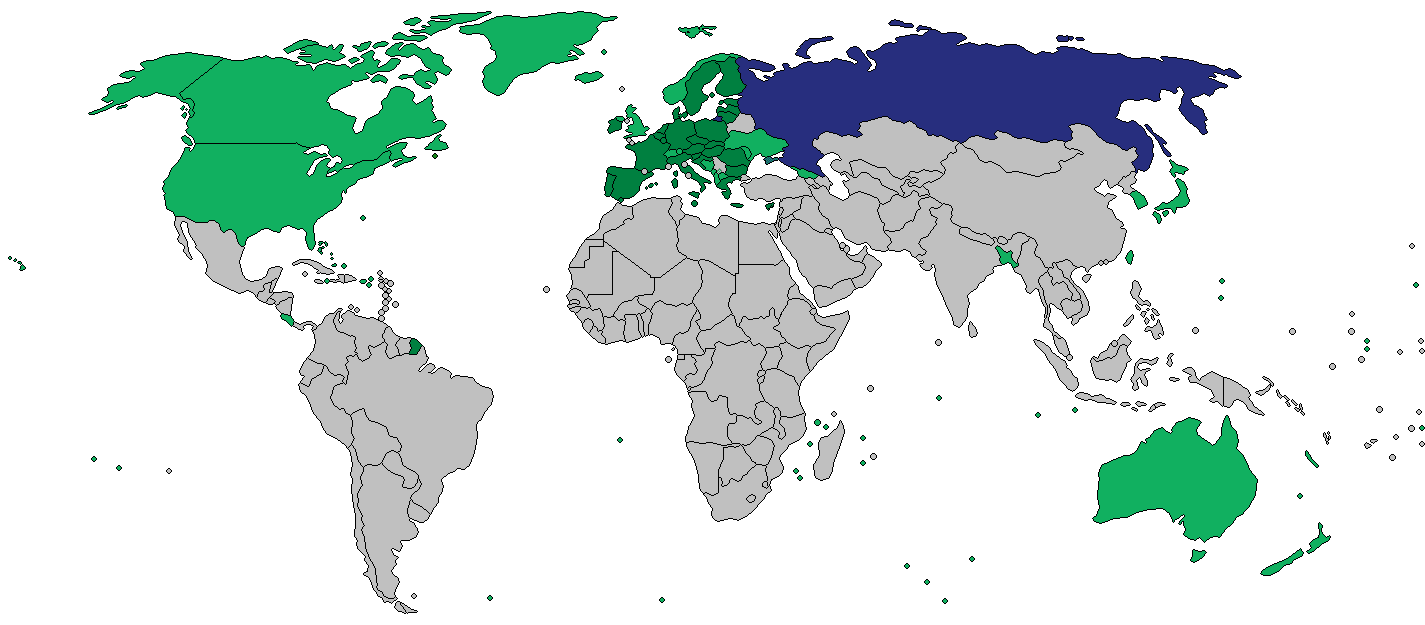
Země, které zavedly sankce vůči Rusku

Řada států Západního světa na Rusko uvalilo embargo na ruské zboží, firmy a jednotlivce, poté co se v únoru 2014 Rusko zapojilo do ukrajinské krize, v rámci které po krymském referendu anektovalo poloostrov Krym a podpořilo separatisty ve válce na východě Ukrajiny. Sankce byly schválené kolektivně EU a některými dalšími státy v Evropě, USA, Kanadou, Austrálií a Japonskem.
Rusko reagovalo sankcemi také proti řadě zemí, včetně úplného zákazu dovozu potravin z EU, Norska, USA, Kanady a Austrálie. Sankce přispěly ke zhroucení ruského rublu a k ruské finanční krizi. Dále způsobily hospodářské škody řadě zemí EU s celkovými ztrátami odhadujícími se k červnu 2015 na 100 miliard €.
Zástupci těchto zemí podmiňují zrušení sankcí proti Rusku teprve poté, co bude Moskva plnit Druhou minskou dohodu.

## Pozadí
Dne 20. listopadu ukrajinská vláda pozastavila přípravy pro asociační dohodu s Evropskou unií, což následující den vedlo k sérii protestů neboli tzv. Euromajdanu. Tyto protesty pokračovaly kontinuálně několik měsíců v menším či větším měřítku. Jejich cílem bylo odstoupení tehdejšího prezidenta Viktora Janukovyče a následné předčasné prezidentské volby, spuštění asociačních dohod a osvobození bývalé ukrajinské premiérky Julie Tymošenkové. V lednu došlo k silné eskalaci střetů mezi protestanty a pořádkovými silami. Protesty se začaly dotýkat politického dění. Dne 22. února 2014 byl Viktor Janukovyč odvolán ukrajinským parlamentem a následně uprchl do Ruska. Nicméně lidé především na východní a jižní Ukrajině, z tradiční základny Janukovyče a jeho Strany regionů, neschvalovali revoluci a začali protestovat ve prospěch užších vazeb s Ruskem.
Rusko považovalo převrat za fašistický a své menšiny na Ukrajině chtělo uchránit před ukrajinským nacionalismem. Poukazovalo především na podíl krajně pravicové strany Pravý sektor na Euromajdanu, na fakt, že v nově dosazené vládě měla 30 mandátů krajně pravicová nacionalistická strana Svoboda a to, že bojů na východní Ukrajině se účastnil i Batalion Azov, který je složený z nacionalistů a neonacistů.
Během 90. let se Krymský parlament snažil vydobýt si na Ukrajině nezávislost, k tomu však nedošlo, Krymu byla jen přiznána jistá míra autonomie v rámci Ukrajiny. Různé demonstrace se konaly na Krymu ve prospěch opuštění Ukrajiny a připojení k Rusku. Dne 27. února 2014 obsadili neoznačení vojáci, některými médii označovaní jako „zelení mužíčci“,  budovu krymského parlamentu. Ruský parlament poté schválil vojenský zásah na krymském poloostrově. Krymský parlament následně na Krymu vyhlásil referendum o připojení poloostrova k Ruské federaci. V referendu hlasovalo 96% zúčastněných pro připojení k Rusku. Ukrajinská vláda, Evropská unie ani Spojené státy výsledek referenda neuznaly. 
Anexe Krymu posílila separatistické tendence i na východě Ukrajiny, které propukly v boje spojené s vyhlašením autonomních republik Doněcké lidové republiky a Luhanské lidové republiky, stav se zde dá označit za tzv. „zamrzlý konflikt“.

## Ekonomické sankce
Ekonomické sankce jsou velmi často považovány za nástroj, který má roli donucovacího prostředku v mezinárodních konfliktech. Na druhou stranu, je všeobecně známo, že v historii nebyly sankce příliš úspěšné, zvláště pak ty, které měly změnit zahraniční politiku daného státu. Například sankce proti Íránu, které měly změnit politický režim, nebyly úspěšné a podle dosavadních analýz je velmi nepravděpodobné, že by Rusko na základě těchto sankcí změnilo svoji zahraniční politiku. V minulosti byly sankce spíše ekonomického charakteru (Kuba, Írán…). V případě Ruska bývají tyto sankce nazývány jako „chytré“. Jde o kombinaci diplomatických, ekonomických a finančních sankcí.

## Dělení ekonomických sankcí
Ekonomické sankce proti Rusku se dají rozdělit do tří kategorií. Zaprvé byla zakázána a přerušena dodávka zbraní a jiných materiálů, které by mohly sloužit k vojenským účelům. Zadruhé byl uvalen zákaz na dodávaní zboží, které slouží k produkci a těžbě ropy a zemního plynu, a za třetí byly uvaleny finanční sankce, které postihly důležité ruské společnosti podnikající v oblasti průmyslu a energie.
Zavedené sankce mají Rusko nikoliv zruinovat, nýbrž dramaticky zkomplikovat jeho další vojenský postup a změnit tak jeho zahraniční politiku. Evropské státy si nemohly dovolit uvalit moc vysoké sankce, jelikož valná většina z nich je závislá na ruském plynu, jehož přerušení by mělo katastrofální následky. Navíc i samotná ekonomika EU nebyla na začátku roku 2014 příliš stabilní, aby mohla efektivně čelit případné ruské odezvě.

## Obchod mezi Ruskem a EU před krizí
Vztahy mezi EU a Ruskem na bázi písemných dohod započala dohoda o partnerství a spolupráci v roce 1994. Tato dohoda se především týkala ekonomických vztahů, mezinárodního obchodu a investic. Byla však často kritizována za svou nevyrovnanost mezi oběma aktéry. O devět let později na Petrohradské konferenci přišla dohoda o společném ekonomickém prostoru (Common Economic Space-CES), který umožňoval flexibilní a svobodnější obchod mezi Ruskou federací a EU. V roce 2008 se tyto vztahy prohloubily na summitu v Chanty-Mansijsku. Tato konference zajistila partnerství i na poli bezpečnosti, výzkumu, vzdělání i výroby energie.

## Sankce uložené Evropskou unií
Za zhoršením vzájemných vztahů mezi západem a východem nebyla pouze anexe Krymu. Celá krize začala o několik let dříve, a to v roce 2013, kdy Ukrajina zahájila vyjednávací řízení pro vstup do EU. Další příčinou zhoršení vzájemných vztahů je projekt „Východní partnerství“, iniciovaný Evropskou unií, jehož cílem je těsnější spolupráce Unie se šesti státy východní Evropy a Kavkazu (Bělorusko, Ukrajina, Moldavsko, Gruzie, Arménie, Ázerbájdžán).
17. března 2014 uložila EU první zákaz cestování a zmrazení majetku vybraným osobám.
V červenci 2014 uložila EU ekonomické sankce. V březnu 2015 Evropská rada spojila jejich trvání s úplným plněním Minských dohod.
Zákaz udělování víz se vztahuje na 177 osob a 48 subjektů. Státní příslušníci a podniky z EU již nemohou kupovat nebo prodávat dluhopisy největších ruských bank či energetických a obranných společností s dobou splatnosti delší než 30 dní. Embargo na dovoz a vývoz zbraní z Ruska. Zákaz dodání služeb nezbytných pro projekty hlubinného vrtání, těžby dřeva a výroby specializovaných plovoucích plavidel.
Omezení týkající se Krymu a Sevastopolu nařizují: zákaz dovozu zboží z těchto destinací, zákaz investic, zákaz poskytování služeb v oblasti cestovního ruchu, výletní lodě z EU nesmí dokovat v krymských přístavech, zákaz prodeje zboží a technologie pro dopravu, telekomunikace, energetiku a průzkumu ropy, zemního plynu a nerostných surovin. Nesmí také být poskytnuta technická pomoc, zprostředkovatelské, stavební či inženýrské služby související s infrastrukturou. Tyto sankce se postupně rozšiřují a zapojují se do nich i státy mimo Evropskou unii, včetně Spojených států, Kanady, Austrálie atd.

### Reakce dalších zemí a OSN
Spojené státy zakázaly cestování na jejich území těm, kteří iniciovali ohrožení bezpečnosti Ukrajiny. Následně EU spustila cestovní opatření týkající se Ruska a zároveň zmrazila aktiva 21 lidem, kteří jsou zodpovědní za krizi na Ukrajině. USA následně rozšířily sankce na vedoucí pracovníky kolem prezidenta Putina a velkých ruských korporací. Sankce různými způsoby spustily i země mimo EU (Japonsko, Austrálie atd.). EU a USA postupně rozšiřují seznamy společností, kterých se budou sankce týkat. Zároveň rozšiřují seznam lidí jejichž účty jsou postupně zmraženy. OSN v této situaci podpořila územní celistvost Ukrajiny a výsledek proběhlého referenda o připojení Krymu k Rusku neuznala. Rusko zůstalo platným členem OSN a zůstala mu i výsada práva veta. Jednalo se tedy spíše o symbolické vyjádření nesouhlasu s anexí Krymu.

## Ruská reakce na ekonomické sankce západu
Rusko reaguje na sankce zamezením přístupu na své území několika vysokým západním představitelům, jež sankce proti němu podpořili. Dále zamezuje dovozu potravinářských produktů. Dekret se týká omezení či zákazu dovozu ovoce, zeleniny, mléčných výrobků, ryb, hovězího, drůbežího a vepřového masa z EU, Norska, USA, Kanady a Austrálie do Ruska. Týká se také některých ukrajinských piv, všech vín, tvrdého alkoholu a sladkostí.
Polsko bylo ruskými sankcemi nejvíce přímo poškozenou zemí V4, a to kvůli zhroucení trhu a pádu cen jablek, hub, rajčat a sýrů. Polsko bylo po Litvě druhou nejvíce přímo poškozenou zemí a Maďarsko nejvíce zasáhla produkce vepřového a drůbežího masa. Polsko tak ztratilo pozici největšího světového vývozce jablek, způsobený přetlak na trhu s tímto ovocem by mohl znamenat ztrátu pro Česko mezi 400 až 700 miliony korun. České zemědělství přijde o pět až deset miliard.

## Dopad sankcí na Rusko
V důsledku velkého propadnutí cen ropy v kombinací se sankcemi, si prošla ruská ekonomika v roce 2015 silnou recesí a celkový hrubý domácí produkt poklesl o 1,5 % oproti období před krizí, na rozdíl od EU, která ztratila pouze 0,25 %, což představuje zhruba 100 miliard euro. Celkově klesl vzájemný obchod o více než 36 %, což znamená výrazné ztráty jak pro Rusko, tak pro EU, nicméně ekonomika Evropské unie stále roste a posiluje ve všech směrech. Oproti tomu Rusko zaznamenalo i výrazný úpadek přímých zahraničních investic. Přiliv zahraničních investic v roce 2015 byl o 92 % menší, než v roce 2014.
Výrazně ovlivnit ruskou ekonomiku by mohl i zákaz dovozu potravinářských produktů do Ruska. Zahraniční firmy operující na území Ruska, přicházejí o své zisky, což výrazně snižuje jejich aktivitu v této zemi. Je velmi složité určit, zdali sankce vůči Rusku byly účinné, protože skutečnost se může projevit až za několik let. Již teď se dá konstatovat, že významně ovlivnily současnou polarizaci velmocí. Tyto všechny faktory způsobily propad ruské ekonomiky v roce 2015 o 3,7 %. Světová Banka zaznamenala v roce 2016 pokles ruského HDP o 0,6 % a počítá s mírným růstem o 1,5 % v roce 2017.
Podle ekonoma NATO, Edwarda Hunter Christieho, zavedené sankce na Rusko s kombinací možnosti uvalení dalších sankcí mají positivní efekt a limitují tak ruskou agresi na Ukrajině. Co se strategického úhlu pohledu týče, tak sankce zatím nevedly k úplnému stáhnutí ruských vojenských sil či ke změně postoje jeho zahraniční politiky. Podle něj by naopak mírnější sankce pravděpodobně vedly k větší ruské agresi a výraznějšímu postupu ruských vojáku dále do vnitra Ukrajiny.
2022
V dubnu roku 2022 Rusko dodávalo 45 % dovozu plynu do EU a vydělávalo 900 milionů dolarů denně. V prvních dvou měsících po invazi na Ukrajinu Rusko vydělalo 66,5 miliardy dolarů na vývozu fosilních paliv a EU představovala 71 % tohoto obchodu.
Ruský rubl dosáhl svého nejvyššího zhodnocení vůči americkému dolaru a euru od roku 2015. Toto ocenění však bylo označováno jako zfalšovaný „Potěmkinův kurz“, protože sankce brání obchodování se zahraničními účty nebo měnami. V květnu 2022 ruská centrální banka naposledy snížila svou klíčovou sazbu o 300 bazických bodů na 11 %, aby stimulovala místní investice. Federální obchodní přebytek byl zvýšen v důsledku vysokých cen za vývoz ruských komodit a rychlého poklesu dovozu. Dne 27. května 2022 ruský ministr financí Anton Siluanov uvedl, že mimořádné příjmy z prodeje zemního plynu ve výši 13,7 miliardy eur budou použity na navýšení penzijních fondů pro jednotlivce v důchodu a rodiny s dětmi a také na „zvláštní operace“ v na Ukrajině. Rusko také zvýšilo vývoz energie do Číny a Indie, aby vyrovnalo pokles tržeb v Evropě. Bloomberg oznámil, že v první polovině roku 2022 Rusko získalo dalších 24 miliard dolarů z prodeje energie oběma národům.
Podle zprávy z MMF o Rusku z 11. dubna 2022 se předpokládalo, že ruská ekonomika zaznamená v roce 2022 pokles svého reálného HDP o -8,5 % s inflací 21,3 % ve stejném roce. Navzdory očekávaným kontrakcím v některých ekonomických sektorech se Rusku zatím dařilo vyhýbat se nesplácení dluhu v cizí měně. Ruská inflace dosáhla v dubnu maxima za dvě desetiletí, a to 17,8 % meziročně z březnových 16,7 %, ale inflace základních komodit, jako jsou potraviny a pohonné hmoty, byla mírná. Růst spotřebitelských cen prudce zpomalil ze 7,6 % v březnu na 1,6 % v dubnu, v souladu s některými západními zeměmi.
Občané Ruské federace čelili prudké inflaci a nezaměstnanosti, drahým úvěrům, kapitálovým kontrolám, omezenému cestování a nedostatku zboží. Analytici identifikovali podobnosti s podmínkami v desetiletí po rozpadu Sovětského svazu v roce 1991. Zdroj blízký Kremlu řekl ruskojazyčnému nezávislému zpravodajskému webu Meduza, že "pravděpodobně neexistuje téměř nikdo, kdo by byl spokojený s Putinem. Podnikatelé a mnozí členové vlády jsou nešťastní, že prezident zahájil tuto válku, aniž by promyslel rozsah sankcí. Normální život za těchto sankcí je nemožný.“
Dne 27. června 2022 Bloomberg oznámil, že Rusko je připraveno nesplácet svůj zahraniční dluh, poprvé od roku 1918 po bolševické revoluci. Podle zdroje země zmeškala splátku dluhu kvůli sankcím vůči ruským bankám. Ministr financí Siluanov zamítl možný stav selhání jako „frašku“, protože Rusko má dostatek prostředků na splacení dluhu. Associated Press uvedla, že potvrzení oficiálního nesplácení ruského zahraničního dluhu bude nějakou dobu trvat. Finanční analytici popsali situaci Ruska jako jedinečnou, protože má velké množství hotovosti na splnění svých dluhových závazků.
Na konci července 2022 MMF zlepšil odhad ruského HDP o 2,5 %, ale někteří ekonomové vidí pro ruskou ekonomiku dlouhodobý problém a její odolnost vysvětlují pouze krátkodobým zvýšením cen energií. Studie z Yale předpovídá katastrofický výhled pro ruské podniky, pokud budou západní země schopny udržet sankce proti ruskému petrochemickému průmyslu. Doposud bylo Rusko schopno využít svou ekonomickou sílu omezením dodávek plynu do Evropy a hrát svou zemědělskou sílu na největšího globálního vývozce pšenice. Západní ekonomové vidí dlouhodobé náklady pro ruskou ekonomiku v důsledku odchodu velkých zahraničních firem, zatímco Rusko tvrdí, že tyto subjekty nahradilo domácími investicemi. Z dlouhodobého hlediska bude ruská ekonomika záviset na vývoji cen energie z fosilních paliv a na pokračujících hospodářských spojenectvích Ruska se zeměmi, které neuvalují sankce, včetně Číny, Středního východu, Indie a také států Afriky a Jižní Ameriky.

## Současná situace

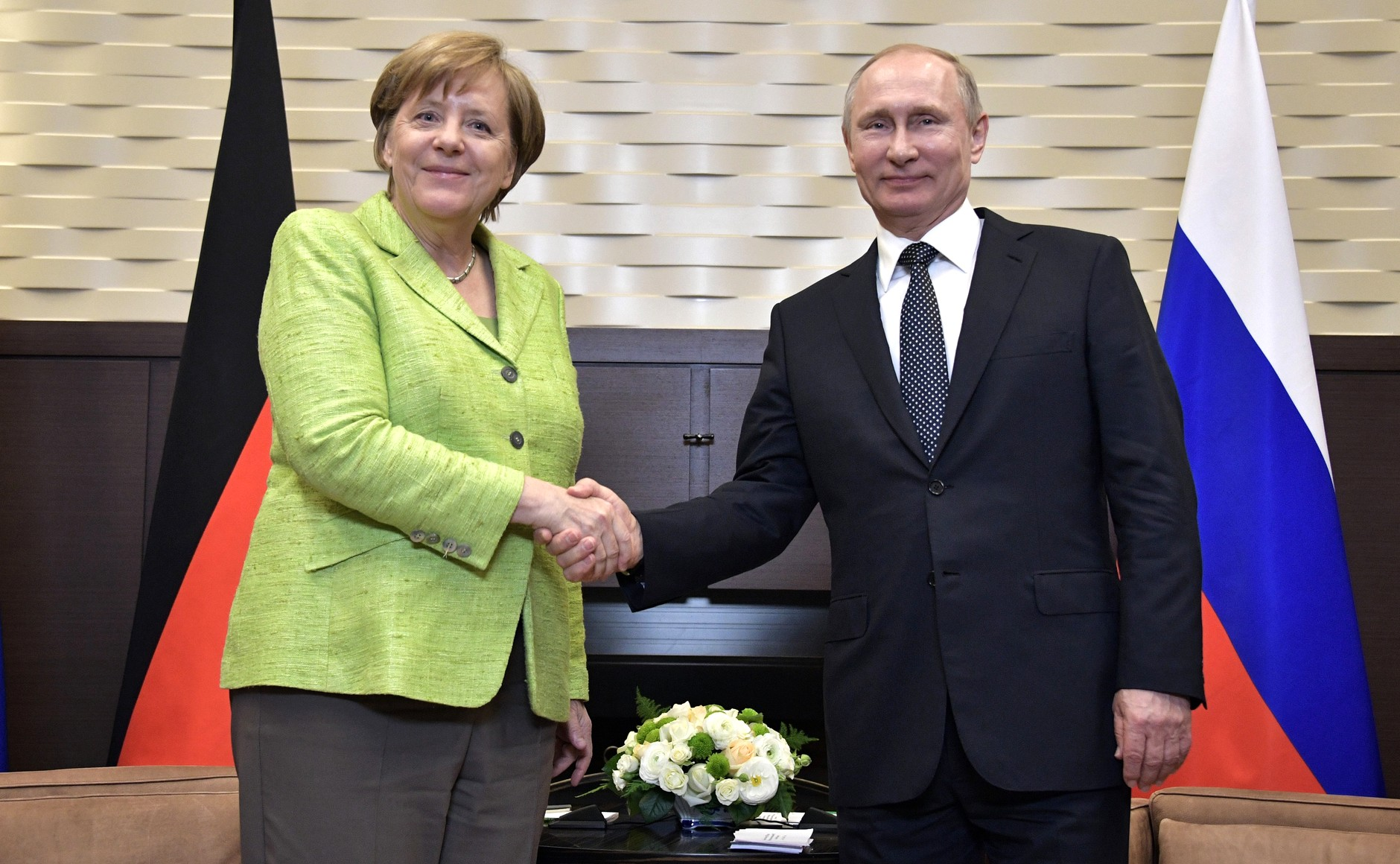
Ruský prezident Vladimir Putin a německá kancléřka Angela Merkelová při setkání v Soči v květnu 2017

Jak EU, tak USA se snaží vyřešit tuto krizi spíše diplomatickým způsobem. Podle Christieho dosavadní ekonomické sankce nejsou pro ruskou ekonomiku příliš zdrcující, nicméně jsou vysoké natolik, že mnohonásobně zvyšují veškeré vojenské náklady a komplikují údajný další postup a teritoriální zisk v oblasti východní Ukrajiny. Proces sankcí je často kritizován i určitou skupinou evropských států, například Itálií, Řeckem, některými německými spolkovými státy, Maďarskem, Francií, Kyprem a Slovenskem. Proti sankcím se vymezil i český prezident Miloš Zeman, slovenský premiér Robert Fico, maďarský premiér Viktor Orbán, řecký premiér Alexis Tsipras, bulharský premiér Bojko Borisov a italský premiér Paolo Gentiloni.[zdroj?]
V červnu 2017 kritizovala německá kancléřka Angela Merkelová nové americké sankce proti Rusku, které připravil Kongres USA a které mají postihnout i evropské firmy spolupracující na rozšíření plynovodu Nord Stream, který již přivádí zemní plyn z Ruska do Německa po dně Baltského moře. Německo pohrozilo Spojeným státům odvetou, pokud sankce poškodí německé firmy. K německé kritice nových amerických sankcí se připojili i rakouský kancléř Christian Kern a předseda Evropské komise Jean-Claude Juncker. Své výhrady proti novým sankcím vyjádřila i Francie.